# 藤原御楯
藤原 御楯（ふじわら の みたて）は、奈良時代の公卿。初名は千尋。藤原北家の祖である参議・藤原房前の六男。官位は従三位・参議。

## 経歴
聖武朝末の天平勝宝元年（749年）4月に従五位下に叙爵し、同年7月の孝謙天皇の即位に伴い従五位上に昇叙される。同母兄・永手や八束が藤原仲麻呂と対立したのに対し、室・児依が仲麻呂の長女、姉・宇比良古が仲麻呂の室という親族関係から、千尋は仲麻呂の側近であったと推測され、天平勝宝9歳（757年）仲麻呂が大炊王を皇太子に冊立し紫微内相に任ぜられて権力を握ると、千尋は同年5月に正五位下、8月に正五位上と続けて昇叙される。
天平宝字2年（758年）大炊王の即位（淳仁天皇）に伴って、千尋から唐風名の御楯に改名し、従四位下に昇叙。天平宝字3年（759年）には従四位上・参議に叙任され、兄の永手・八束・清河に次いで房前の子息4人が同時に公卿に列した。天平宝字5年（761年）8月に自邸に孝謙上皇・淳仁天皇の行幸を受けて二階昇進して正四位上に、同年10月に再度淳仁天皇の行幸があり従三位に昇叙されて、兄・真楯（八束）に昇進面で肩を並べる等、仲麻呂政権下で目覚ましい昇進を遂げた。また、御楯は授刀衛の長官（授刀督）であったため、仲麻呂政権において特に軍事面を担っていた。
天平宝字8年（764年）6月9日薨去。最終官位は参議従三位授刀督兼伊賀近江按察使。仲麻呂政権を軍事面で支えた御楯の死が、同年9月に発生した藤原仲麻呂の乱で仲麻呂が敗退する間接的な原因となったと考えられている。没後の神護景雲2年（768年）5月、その旧領のうち100町が、舅の仲麻呂の越前国の田地200町とともに西隆寺へ喜捨された。

## 官歴
『続日本紀』による。
- 時期不詳：正六位上
- 天平勝宝元年（749年） 4月1日：従五位下。7月2日：従五位上
- 天平勝宝2年（750年） 5月14日：美濃守
- 天平勝宝9歳（757年） 5月20日：正五位下。8月4日：正五位上
- 天平宝字2年（758年） 8月1日：従四位下（この時名を「御楯」と記される）
- 天平宝字3年（759年） 6月16日：従四位上・参議
- 天平宝字4年（760年） 6月7日：装束司（光明皇太后崩御）
- 時期不詳：授刀督。大弁。侍従[4]
- 天平宝字5年（761年） 正月16日：兼伊賀近江若狭按察使。8月12日：正四位上（越階）。10月28日：従三位
- 天平宝字8年（764年） 6月9日：薨去（参議従三位授刀督兼伊賀近江按察使）

## 系譜
『尊卑分脈』による。
- 父：藤原房前
- 母：牟漏女王（美努王の娘）
- 妻：藤原児依[5]（藤原仲麻呂の長女）